# Marocko i olympiska sommarspelen 2008
Marocko i olympiska sommarspelen 2008 bestod av 57 idrottare som blivit uttagna av Marockos olympiska kommitté.

## Boxning
- Huvudartikel: Boxning vid olympiska sommarspelen 2008

| Redouane Bouchtouk | Lätt flugvikt   | Carvalho (BRA) L 7 - 13  | Gick inte vidare            | Gick inte vidare          | Gick inte vidare | Gick inte vidare |                  |                  |
| Abdelillah Nhaila  | Flugvikt        | Mammadov (AZE) L 19 - 4  | Gick inte vidare            | Gick inte vidare          | Gick inte vidare | Gick inte vidare |                  |                  |
| Hicham Mesbahi     | Bantamvikt      | Romero (COL) W 11 - 3    | Khumiso (BOT) L 3 - 8 (RSC) | Gick inte vidare          | Gick inte vidare | Gick inte vidare | Gick inte vidare |                  |
| Mahdi Ouatine      | Fjädervikt      | Enkhzorig (MGL) L 10 - 1 | Gick inte vidare            | Gick inte vidare          | Gick inte vidare | Gick inte vidare |                  |                  |
| Tahar Tamsamani    | Lättvikt        | Valentino (ITA) L 15 - 4 | Gick inte vidare            | Gick inte vidare          | Gick inte vidare | Gick inte vidare | Gick inte vidare | Gick inte vidare |
| Driss Moussaid     | Lätt weltervikt | Kidd (AUS) W 23 - 2      | Roniel (CUB) L 4 - 15       | Gick inte vidare          | Gick inte vidare | Gick inte vidare |                  |                  |
| Mehdi Khalsi       | Weltervikt      | Mahmudov (UZB) L 3 - 11  | Gick inte vidare            | Gick inte vidare          | Gick inte vidare | Gick inte vidare | Gick inte vidare | Gick inte vidare |
| Said Rachidi       | Medelvikt       | Artajev (KAZ) L 8 - 2    | Gick inte vidare            | Gick inte vidare          | Gick inte vidare | Gick inte vidare | Gick inte vidare | Gick inte vidare |
| Mohamed Arjaoui    | Tungvikt        |                          | Pitt (AUS) L 6 - 11         | D Wilder (USA) L +10 - 10 | Gick inte vidare | Gick inte vidare |                  |                  |
| Mohamed Amanissi   | Supertungvikt   |                          | Zhang (CHN) L 0 - 15        | Gick inte vidare          | Gick inte vidare | Gick inte vidare | Gick inte vidare |                  |

## Bågskytte
- Huvudartikel: Bågskytte vid olympiska sommarspelen 2008
- Damer

| Namn            | Gren         | Rankingrunda | Rankingrunda | 32-delsfinal        | 16-delsfinal     | 8-delsfinal      | Kvartsfinal      | Semifinal        | Final            | Final            |
| Namn            | Gren         | Poäng        | Seed         | Resultat            | Resultat         | Resultat         | Resultat         | Resultat         | Resultat         | Plats            |
| --------------- | ------------ | ------------ | ------------ | ------------------- | ---------------- | ---------------- | ---------------- | ---------------- | ---------------- | ---------------- |
| Khadija Abbouda | Individuellt | 539          | 64           | Park (KOR) L 80-112 | Gick inte vidare | Gick inte vidare | Gick inte vidare | Gick inte vidare | Gick inte vidare | Gick inte vidare |

## Friidrott
- Huvudartikel: Friidrott vid olympiska sommarspelen 2008

Förkortningar
- Noteringar – Placeringarna avser endast löparens eget heat
- Q = Kvalificerad till nästa omgång
- q = Kvalificerade sig till nästa omgång som den snabbaste idrottaren eller, i fältgrenarna, via placering utan att uppnå kvalgränsen.
- NR = Nationellt rekord
- N/A = Omgången ingick inte i grenen
- Bye = Idrottaren behövde inte delta i denna omgång

Herrar
Bana och landsväg
| Idrottare              | Gren           | Heat     | Heat      | Semifinal        | Semifinal        | Final            | Final            |
| Idrottare              | Gren           | Resultat | Placering | Resultat         | Placering        | Resultat         | Placering        |
| ---------------------- | -------------- | -------- | --------- | ---------------- | ---------------- | ---------------- | ---------------- |
| Youssef Baba           | 1 500 m        | 3:42.13  | 10        | Gick inte vidare | Gick inte vidare | Gick inte vidare | Gick inte vidare |
| Yassine Bensghir       | 800 m          | 1:46.88  | 7         | Gick inte vidare | Gick inte vidare | Gick inte vidare | Gick inte vidare |
| Abderrahime Bouramdane | Maraton        | i.u.     | i.u.      | i.u.             | i.u.             | 2:17:42          | 26               |
| Mouhssin Chehibi       | 800 m          | 1:46.75  | 5         | Gick inte vidare | Gick inte vidare | Gick inte vidare | Gick inte vidare |
| Mohamed El Hachimi     | 10 000 m       | i.u.     | i.u.      | i.u.             | i.u.             | DNF              | DNF              |
| Abdelaziz El Idrissi   | 5 000 m        | 14:05.30 | 11        | i.u.             | i.u.             | Gick inte vidare | Gick inte vidare |
| Hamid Ezzine           | 3 000 m hinder | 8:27.45  | 6         | i.u.             | i.u.             | Gick inte vidare | Gick inte vidare |
| Abdellah Falil         | 10 000 m       | i.u.     | i.u.      | i.u.             | i.u.             | 27:53.14         | 16               |
| Jaouad Gharib          | Maraton        | i.u.     | i.u.      | i.u.             | i.u.             | 2:07:16          | 2                |
| Abderrahim Goumri      | Maraton        | i.u.     | i.u.      | i.u.             | i.u.             | 2:15:00          | 20               |
| Abdelkader Hachlaf     | 3 000 m hinder | 8:23.62  | 3 Q       | i.u.             | i.u.             | 9:02.06          | 15               |
| Abdalaati Iguider      | 1 500 m        | 3:36.48  | 4 Q       | 3:37.21          | 2 Q              | 3:34.66          | 5                |
| Amine Laâlou           | 800 m          | 1:47.86  | 1 Q       | 1:46.74          | 4                | Gick inte vidare | Gick inte vidare |
| Mourad Marofit         | 5 000 m        | 14:00.76 | 8         | i.u.             | i.u.             | Gick inte vidare | Gick inte vidare |
| Mohamed Moustaoui      | 1 500 m        | 3:34.80  | 1 Q       | 3:40.90          | 9                | Gick inte vidare | Gick inte vidare |
| Anis Selmouni          | 5 000 m        | 13:43.70 | 8         | i.u.             | i.u.             | Gick inte vidare | Gick inte vidare |
| Brahim Taleb           | 3 000 m hinder | 8:23.09  | 9         | i.u.             | i.u.             | Gick inte vidare | Gick inte vidare |

Fältgrenar
| Idrottare      | Gren      | Kval    | Kval      | Final            | Final            |
| Idrottare      | Gren      | Distans | Placering | Distans          | Placering        |
| -------------- | --------- | ------- | --------- | ---------------- | ---------------- |
| Yahya Berrabah | Längdhopp | 7.88    | 17        | Gick inte vidare | Gick inte vidare |
| Tarik Bougtaïb | Längdhopp | 7.69    | 29        | Gick inte vidare | Gick inte vidare |
| Tarik Bougtaïb | Tresteg   | NM      | —         | Gick inte vidare | Gick inte vidare |

Damer
Bana & landsväg
| Idrottare              | Gren           | Heat     | Heat      | Semifinal | Semifinal | Final            | Final            |
| Idrottare              | Gren           | Resultat | Placering | Resultat  | Placering | Resultat         | Placering        |
| ---------------------- | -------------- | -------- | --------- | --------- | --------- | ---------------- | ---------------- |
| Hasna Benhassi         | 800 m          | 2:00.51  | 2 Q       | 1:58.03   | 2 Q       | 1:56.73          | 3                |
| Bouchra Chaâbi         | 1 500 m        | 4:19.89  | 11        | i.u.      | i.u.      | Gick inte vidare | Gick inte vidare |
| Siham Hilali           | 1 500 m        | 4:05.36  | 3 Q       | i.u.      | i.u.      | 4:05.57          | 10               |
| Btissam Lakhouad       | 1 500 m        | 4:14.34  | 3 Q       | i.u.      | i.u.      | 4:07.25          | 12               |
| Asmae Leghzaoui        | 10 000 m       | i.u.     | i.u.      | i.u.      | i.u.      | DNF              | DNF              |
| Hanane Ouhaddou        | 3 000 m hinder | 9:56.41  | 11        | i.u.      | i.u.      | Gick inte vidare | Gick inte vidare |
| Mariem Alaoui Selsouli | 5 000 m        | 15:21.47 | 11        | i.u.      | i.u.      | Gick inte vidare | Gick inte vidare |

## Fäktning
- Huvudartikel: Fäktning vid olympiska sommarspelen 2008

Herrar
| Idrottare      | Gren                  | Omgång 1             | Sextondelsfinal     | Åttondelsfinal    | Kvartsfinal       | Semifinal         | Final / BM        | Final / BM       |
| Idrottare      | Gren                  | Motståndare Poäng    | Motståndare Poäng   | Motståndare Poäng | Motståndare Poäng | Motståndare Poäng | Motståndare Poäng | Placering        |
| -------------- | --------------------- | -------------------- | ------------------- | ----------------- | ----------------- | ----------------- | ----------------- | ---------------- |
| Aissam Rami    | Värja, individuellt   | Motyka (POL) L 11–15 | Gick inte vidare    | Gick inte vidare  | Gick inte vidare  | Gick inte vidare  | Gick inte vidare  | Gick inte vidare |
| Lahoussine Ali | Florett, individuellt | i.u.                 | Guyart (FRA) L 3–15 | Gick inte vidare  | Gick inte vidare  | Gick inte vidare  | Gick inte vidare  | Gick inte vidare |

## Judo
Herrar
| Idrottare        | Gren                     | Inledande omgång     | Sextondelsfinal             | Åttondelsfinal           | Kvartsfinal          | Semifinal            | Återkval 1                   | Återkval 2                   | Återkval 3           | Final / BM           | Final / BM       |
| Idrottare        | Gren                     | Motståndare Resultat | Motståndare Resultat        | Motståndare Resultat     | Motståndare Resultat | Motståndare Resultat | Motståndare Resultat         | Motståndare Resultat         | Motståndare Resultat | Motståndare Resultat | Placering        |
| ---------------- | ------------------------ | -------------------- | --------------------------- | ------------------------ | -------------------- | -------------------- | ---------------------------- | ---------------------------- | -------------------- | -------------------- | ---------------- |
| Younes Ahamdi    | Extra lättvikt (-60 kg)  | BYE                  | Paischer (AUT) L 0000–1010  | Gick inte vidare         | Gick inte vidare     | Gick inte vidare     | Fallon (GBR) L 0000–0011     | Gick inte vidare             | Gick inte vidare     | Gick inte vidare     | Gick inte vidare |
| Rachid Rguig     | Halv lättvikt (-66 kg)   | BYE                  | Darbelet (FRA) L 0000–1002  | Gick inte vidare         | Gick inte vidare     | Gick inte vidare     | Mehmedovic (CAN) L 0000–0201 | Gick inte vidare             | Gick inte vidare     | Gick inte vidare     | Gick inte vidare |
| Safouane Attaf   | Halv mellanvikt (-81 kg) | BYE                  | Bashkaev (RUS) W 1000–0001  | Burton (GBR) L 0001–0010 | Gick inte vidare     | Gick inte vidare     | Gick inte vidare             | Gick inte vidare             | Gick inte vidare     | Gick inte vidare     | Gick inte vidare |
| Mohamed El Assri | Mellanvikt (-90 kg)      | i.u.                 | Benikhlef (ALG) L 0001–0011 | Gick inte vidare         | Gick inte vidare     | Gick inte vidare     | Alarza (ESP) W 0000–0000 YUS | Aschwanden (SUI) L 0000–0001 | Gick inte vidare     | Gick inte vidare     | Gick inte vidare |

## Simning
- Huvudartikel: Simning vid olympiska sommarspelen 2008

## Taekwondo
| Idrottare             | Gren             | Åttondelsfinaler       | Kvartsfinaler           | Semifinaer           | Återkval             | Bronsmatch           | Final                | Final            |
| Idrottare             | Gren             | Motståndare Resultat   | Motståndare Resultat    | Motståndare Resultat | Motståndare Resultat | Motståndare Resultat | Motståndare Resultat | Placering        |
| --------------------- | ---------------- | ---------------------- | ----------------------- | -------------------- | -------------------- | -------------------- | -------------------- | ---------------- |
| Abdelkader Zrouri     | Herrarnas +80 kg | Díaz (VEN) W KO        | Nikolaidis (GRE) L 4–5  | Gick inte vidare     | Chilmanov (KAZ) L WO | Gick inte vidare     | Gick inte vidare     | Gick inte vidare |
| Ghizlane Toudali      | Damernas −49 kg  | Khoshjamal (IRI) L 0–5 | Gick inte vidare        | Gick inte vidare     | Gick inte vidare     | Gick inte vidare     | Gick inte vidare     | Gick inte vidare |
| Mouna Benabderrassoul | Damernas −67 kg  | Okamoto (JPN) W 2–0    | Épangue (FRA) L 1–1 SUP | Gick inte vidare     | Gick inte vidare     | Gick inte vidare     | Gick inte vidare     | Gick inte vidare |